# Alexéi Tseloúsov
Alexéi Vasílievich Tseloúsov –en ruso, Алексей Васильевич Целоусов– (Leningrado, URSS, 23 de diciembre de 1975) es un deportista ruso que compitió en curling. Ganó una medalla de plata en el Campeonato Mundial de Curling Mixto Doble de 2011.

## Palmarés internacional
| Campeonato Mundial Mixto Doble | Campeonato Mundial Mixto Doble | Campeonato Mundial Mixto Doble | Campeonato Mundial Mixto Doble |
| Año                            | Lugar                          | Medalla                        | Prueba                         |
| ------------------------------ | ------------------------------ | ------------------------------ | ------------------------------ |
| 2011                           | Saint Paul (Estados Unidos)    | Medalla de plata               | Mixto doble                    |